# Stenopogon setosus
Stenopogon setosus là một loài ruồi trong họ Asilidae. Stenopogon setosus được Bezark miêu tả năm 1984. Loài này phân bố ở vùng Tân nhiệt đới.